# Референдум щодо членства Словенії в Європейському Союзі та НАТО (2003)
23 березня 2003 року в Словенії відбувся референдум про членство в Європейському Союзі та НАТО. Виборцям було запропоновано два запитання;
1. Чи згодні ви з пропозицією, щоб Республіка Словенія стала членом Європейського Союзу?
2. Чи згодні ви з пропозицією, щоб Республіка Словенія стала членом Північноатлантичного договору (НАТО)?

Обидва питання отримали більшість за: 89,61 % проголосували за членство в ЄС і 66,02 % за членство в НАТО. Явка виборців склала 60,23 %.

## Результати

### Питання 1
| Вибір                 | Голосів | %     |
| --------------------- | ------- | ----- |
| За                    | 864 542 | 89,61 |
| Проти                 | 100 229 | 10,39 |
| Недійсні/пусті голоси | 4 806   | —     |
| Всього                | 969 577 | 100   |
| Джерело: IFES         |         |       |

### Питання 2
| Вибір                 | Голосів | %     |
| --------------------- | ------- | ----- |
| За                    | 634 068 | 66,02 |
| Проти                 | 326 414 | 33,98 |
| Недійсні/пусті голоси | 4 806   | —     |
| Всього                | 969 577 | 100   |
| Джерело: IFES         |         |       |